# Grüne Ameive

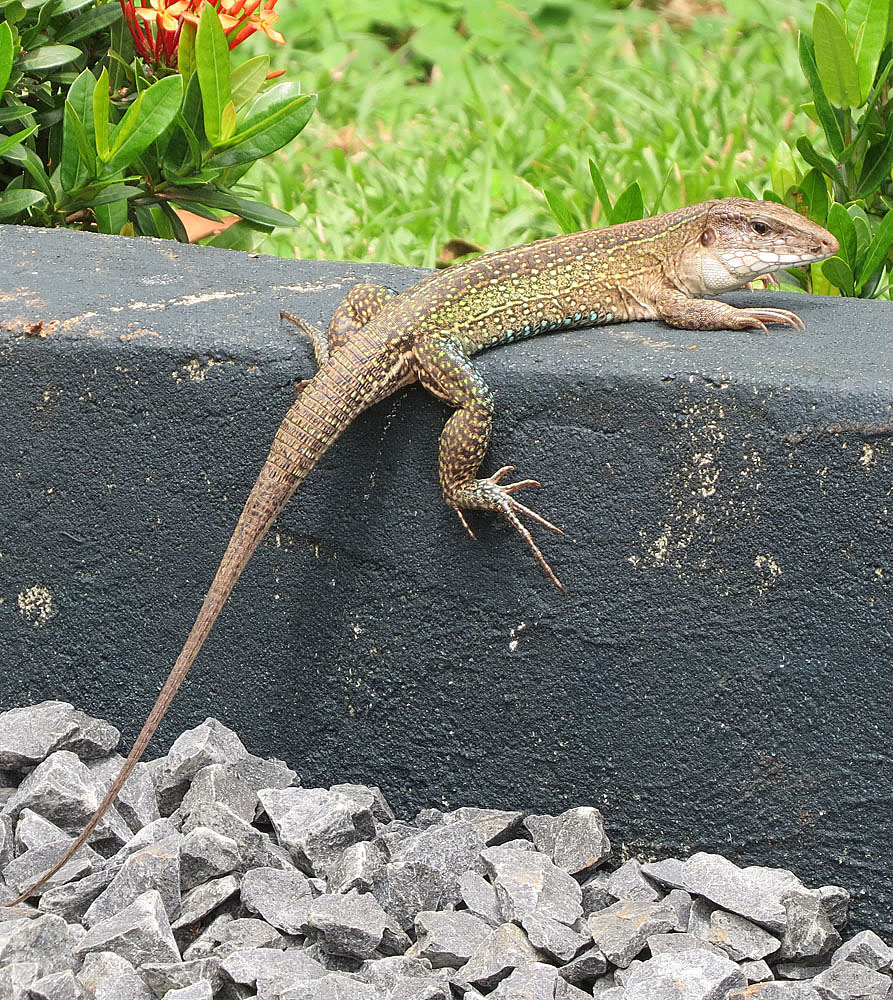
Grüne Ameive (Ameiva ameiva), Weibchen

Die Grüne Ameive (Ameiva ameiva) ist ein Reptil aus der Familie der Schienenechsen (Teiidae).

## Merkmale
Grüne Ameiven sind große Schienenechsen die eine Gesamtlänge von bis zu 64 cm erreichen können. Die Kopf-Rumpf-Länge von adulten Männchen reicht von 9 bis 19,7 cm, die der etwas kleineren Weibchen von 8 bis 15,7 cm. Der Schwanz ist lang und macht 65 bis 70 % der Gesamtlänge aus. Männchen haben einen größeren Kopf und größere Gliedmaßen als Weibchen mit gleicher Körperlänge.
Die Körperfärbung variiert im Verbreitungsgebiet. Rücken und Kopf sind grasgrün, bei Männchen aus Costa Rica und dem westlichen Panama auch blaugrün bis braun. Bei großen adulten Männchen ändert sich die Färbung des Vorderkörpers in braun. Oberseits ist der Kopf, Hals und Körper gewöhnlich mit einer schwarzen netzartige Zeichnung oder Punkten versehen, bei manchen Exemplaren fehlt diese Zeichnung. Wenn vorhanden kann die Zeichnung bis in den grün gefärbten Körperteil reichen, meist ist sie jedoch auf den braunen Körperteil beschränkt. Die Färbung der Flanken reicht von braun und dunkelgelb bis blau. Die Zeichnung der Männchen besteht aus seitlichen hellen Flecken, bei den Weibchen sind neben den hellen Flecken entlang des Körpers helle Streifen vorhanden. Die Augenflecken (Ocellen) können zu kurzen Querbändern verschmelzen. Sie sind cremegelb, grünlich oder bläulich, oft mit dunklem Rand. Bei den Weibchen ist die Anzahl der Augenflecken geringer. Kehle und Brust sind blass blau, gefleckt oder durchdrungen von schwarzen Pigmenten. Der Bauch ist weiß, cremefarben, grau, blau oder orange. Bei einigen Exemplaren sind die dem Bauch zugewandten Beinseiten, die Seiten des Schwanzes und die Unterseite des Schwanzes blass türkis gefärbt. Bei jungen Tieren verläuft von der Region hinter den Augen über die Seiten des Kopfes und entlang der Flanken ein breites schwarzes oder dunkel rötlichbraunes Band. Die Iris ist in allen Entwicklungsstadien rötlichbraun.
Die Schuppen auf der Oberseite des Kopfes sind glatt. Meist ist eine einzelne Stirnschuppe vorhanden. Die Scheitelschilde (Parietale) berühren die  Zwischenscheitelschilde (Interparietale). Ein Bereich vergrößerter hinterer Gularschuppen ist gewöhnlich erkennbar, gelegentlich sind diese nur moderat vergrößert. Die Anzahl der Schuppen zwischen Interparietale und Schwanzbasis liegt zwischen 259 und 339. Quer über die Körpermitte befinden sich 129 bis 187 Rückenschuppen, die Ventralschuppen (Bauchschuppen) liegen in 29 bis 32 Querreihen und 10 Längsreihen.

## Verbreitung
Das Verbreitungsgebiet der Grünen Ameive  reicht vom mittelamerikanischen Costa Rica und Panama über Kolumbien und das nördliche Venezuela südwärts über einen großen Teil Südamerikas bis zum südlichen und südöstlichen Brasilien, Paraguay und dem nördlichen Argentinien. Darüber hinaus kommt die Art auf Trinidad und Tobago, den südlichen Kleinen Antillen und den Islas del Cisne, Islas san Andrés und Providencia vor. In das südliche Florida (USA) wurde sie eingeschleppt.

## Lebensraum und Lebensweise
Im gesamten Verbreitungsgebiet kommt die Grüne Ameive in offenen Landschaften inklusive Grasland und Savanne vor. Gorzula und Senaris (1999) berichten, dass die Art im venezolanischen Guayana im Tiefland unterhalb von 400 m Waldränder bewohnt, im Hochland von 400 bis 1400 m offene Savanne und Buschland. In Brasilien, südlich des Amazonas kommt die Grüne Ameive in Dornbuschwald und offenem Gelände, in Südbrasilien auch in Sanddünen mit vereinzeltem Buschbestand vor.
Wie andere Arten der Gattung Ameiva auch, ist die Grüne Ameive bodenbewohnend und sonneliebend. Zum Aufspüren der Nahrung benutzt sie ihre gespaltene Zunge. Sie ernährt sich hauptsächlich von einer Vielzahl von Gliederfüßer, eine Untersuchung im Nordosten Brasiliens nennt Insektenlarven und -puppen, Schnecken, Käfer, Spinnen, Schaben und Heuschrecken. Das Gelege besteht aus 1 bis 9 Eier, wobei die Gelegegröße von der Körpergröße abhängig ist. Es werden mehr als zwei Gelege pro Jahr angelegt.

## Taxonomie und Unterarten
Der Ameiva ameiva Artkomplex hat eine komplizierte taxonomische Historie, eine umfassende systematische Übersichtsarbeit steht noch aus. Je nach Autor werden auf Grund von Färbung, mit oder ohne weitere Merkmale, viele Unterarten oder eine weitverbreitete, monotypische Art anerkannt. Ugueto und Harvey (2011) bezeichnen die taxonomische Historie von Ameiva ameiva als chaotisch und den Status der Unterarten als instabil. Trotz der auffälligen geographischen Farbvariationen im nördlichen Teil ihres Verbreitungsgebietes, folgten die meisten Herpetologen während der letzten drei Jahrzehnte Vanzolini (1986), der die Unterarten von Ameiva ameiva als ungültig und biologisch nicht aussagekräftig betrachtete. Ameiva ameiva wird heute meist als weit verbreitete, morphologisch und ökologisch variable Art angesehen.
Von der Grünen Ameive sind nach The Reptile Database zwei Unterarten anerkannt:
- Ameiva ameiva ameiva
- Ameiva ameiva tobagana (Cope, 1879)